# Житлово-комунальне господарство Миколаєва

## Житлове господарство
Житловий фонд, який перебуває у комунальній власності, налічує 3046 житлових будинків із 122,8 тис. квартир загальною площею 5,8 млн кв.м.
Житловий фонд обладнаний:
- водопроводом на 96,9%;
- каналізацією на 96%;
- опаленням на 96,7%;
- гарячим водопостачанням на 94,7%;
- ваннами (душами) на 94,6%;
- газом на 97,7%;
- електроплитами напольними на 2,1%.

Приватизовано квартир — 80,9%.
У житлових будинках нараховується 1597 ліфтів, 1704 будинки мають системи центрального опалення, 27 житлових будинків обладнані системами пожежогасіння і димовидалення. У дворах старої забудови розташовано 630 дворових туалетів, 547 водорозбірних колонок.
На сьогодні житловий фонд комунальної власності територіальної громади міста обслуговують 22 підприємства, із яких 9 — комунальної власності, 13 — приватної та колективної власності. На сьогодні у м. Миколаєві створено 244 об'єднання співвласників багатоквартирних будинків. Розроблена та затверджена рішенням міської ради Концепція політики органів місцевого самоврядування м. Миколаєва щодо об'єднань співвласників багатоквартирних будинків та їх асоціацій.
Головні проблеми розвитку житлового господарства:
- відсутність комплексного підходу до запровадження ринкових відносин в галузі житлово-комунального господарства, недосконалість нормативно-правової бази;
- незадовільний технічний стан основних фондів, підвищення аварійності об'єктів житлово-комунального господарства, збільшення питомих витрат та продуктивних витрат матеріальних та енергетичних ресурсів. Майже 30% житлових будинків потребують невідкладного ремонту, 20% знаходиться у ветхому й аварійному стані. Щорічні обсяги капітального ремонту житлових будинків комунальної власності становлять 0,05% балансової вартості при мінімальній потребі 4%;
- критичної межі дійшов технічний стан мереж і споруд, які експлуатуються підприємствами житлово-комунального господарства;

наявна законодавча та нормативна база недостатньо та недосконало забезпечує правові засади реформування житлово-комунального господарства, взаємовідносин підприємств і організацій галузі та споживачів послуг.

## Комунальне господарство
На балансі міста Миколаєва нараховується 810 вулиць, загальна протяжність яких становить 834,9 км. Вулиці підрозділяються за видами покриттів:
- асфальтобетонне — 3350,9 тис.кв.м.;
- бетонне — 23,5 тис.м²;
- брущатка — 50,6 тис.м²;
- щебеневе — 751,2 тис.м²;
- ґрунтове — 951,8 тис.м².

У м. Миколаєві зливова каналізація становить 56,1 км, з яких відкритого типу 3,1 км. На сьогодні налічується 1074 одиниці дощоприймальних колодязів, 888 одиниць оглядових колодязів, 2144 одиниці решіток.
У місті існують такі засоби регулювання дорожнім рухом:
- світлофорних об'єктів — 91 од.;
- у режимі «Зеленої хвилі» працюють — 29 од.;
- дорожніх знаків — 6825 од.

На балансі міста знаходяться 1192,4 км мереж зовнішнього освітлення (399 км кабелю, 793,4 км проводу), 27505 од. світлоточок.
На утриманні міста перебувають: Інгульський, Південнобузький мости, Аляудська переправа та Каботажний мол. Щоденно здійснюється їх санітарне очищення та поточний ремонт у разі необхідності.
На території міста розташовано:
- 1 міський пляж «Стрілка» та зона відпочинку «Прибій»;
- міські кладовища: в Корабельному районі (2), Матвіївці (1), біля с. Мішково (1), закритих кладовищ (1).

Головні проблеми комунального господарства:
- відсутність комплексного підходу до запровадження ринкових відносин у галузі комунального господарства, недосконалість нормативно-правової бази;
- незадовільний технічний стан основних фондів, підвищення аварійності об'єктів комунального господарства, збільшення питомих непродуктивних витрат матеріальних та енергетичних ресурсів.

## Транспорт
Для задоволення потреб населення м. Миколаєва в пасажирських перевезеннях у місті створена мережа міських автобусних маршрутів загальною протяжністю 1440 км, яка сформована з 96 автобусних маршрутів. На вказаних маршрутах транспортні засоби працюють як у звичайному, експресному режимах руху, так і в режимі маршрутного таксі і здійснюють перевезення пільгових категорій пасажирів згідно з вимогами діючого законодавства.
Для обслуговування маршрутної мережі використовуються 19 автобусів великої місткості, 176 середньої та 1108 мікроавтобусів. Усього для обслуговування міської маршрутної мережі задіяно 1303 одиниці рухомого складу, з яких у середньому щодня виходить на лінію близько 1260. Згідно зі статистичними даними щорічний обсяг перевезень автомобільним транспортом загального користування у м. Миколаєві становить 96400 тис. пасажирів, тобто 262 тис. пасажирів щодня, з яких 20% — автобусами та 80% — мікроавтобусами.
Головні проблеми:
- недостатня кількість автобусів великої та середньої пасажиромісткості для обслуговування маршрутів загального користування;
- нераціональне відношення між різноманітними видами і типами рухомого складу, що обслуговує маршрути;
- невикористання більшої частини другорядних вулиць міста з причини їх неприродності;
- недостатнє фінансування заходів, спрямованих на реконструкцію та капітальний ремонт другорядних вулиць;
- відсутність єдиної диспетчерської служби, яка може забезпечити своєчасне реагування та коректування кількості транспортних засобів на маршрутах міста, напрямок та інтервал руху автобусів;
- відсутність у повному обсязі, компенсації збитків, що несуть автопідприємства під час перевезення пільгових категорій пасажирів автобусами в режимі роботи «маршрутне таксі» та «експрес»;
- подальше удосконалення транспортного обслуговування населення м. Миколаєва можливе за умови розроблення концептуальних напрямків розвитку і відповідної програми їхньої реалізації.